# Bistum Mawlamyine
Das Bistum Mawlamyine (lat.: Dioecesis Maulamyinensis) ist eine in Myanmar gelegene römisch-katholische Diözese mit Sitz in Mawlamyine.

## Geschichte
Das Bistum Mawlamyine wurde am 22. März 1993 durch Papst Johannes Paul II. aus Gebietsabtretungen des Erzbistums Yangon errichtet und diesem als Suffraganbistum unterstellt.

## Bischöfe von Mawlamyine
- Raymond Saw Po Ray, 1993–2023
- Maurice Nyunt Wai, seit 2023